# Gonocephalus liogaster
Espèce
Synonymes
- Tiaris liogaster Günther, 1872
- Goniocephalus herveyi Laurenti, 1768

Gonocephalus liogaster est une espèce de sauriens de la famille des Agamidae.

## Répartition
Cette espèce se rencontre en Malaisie et en Indonésie à Sumatra, à Natuna et au Kalimantan.

Gonocephalus liogaster, Parc national de Taman Negara, Malaisie continentale
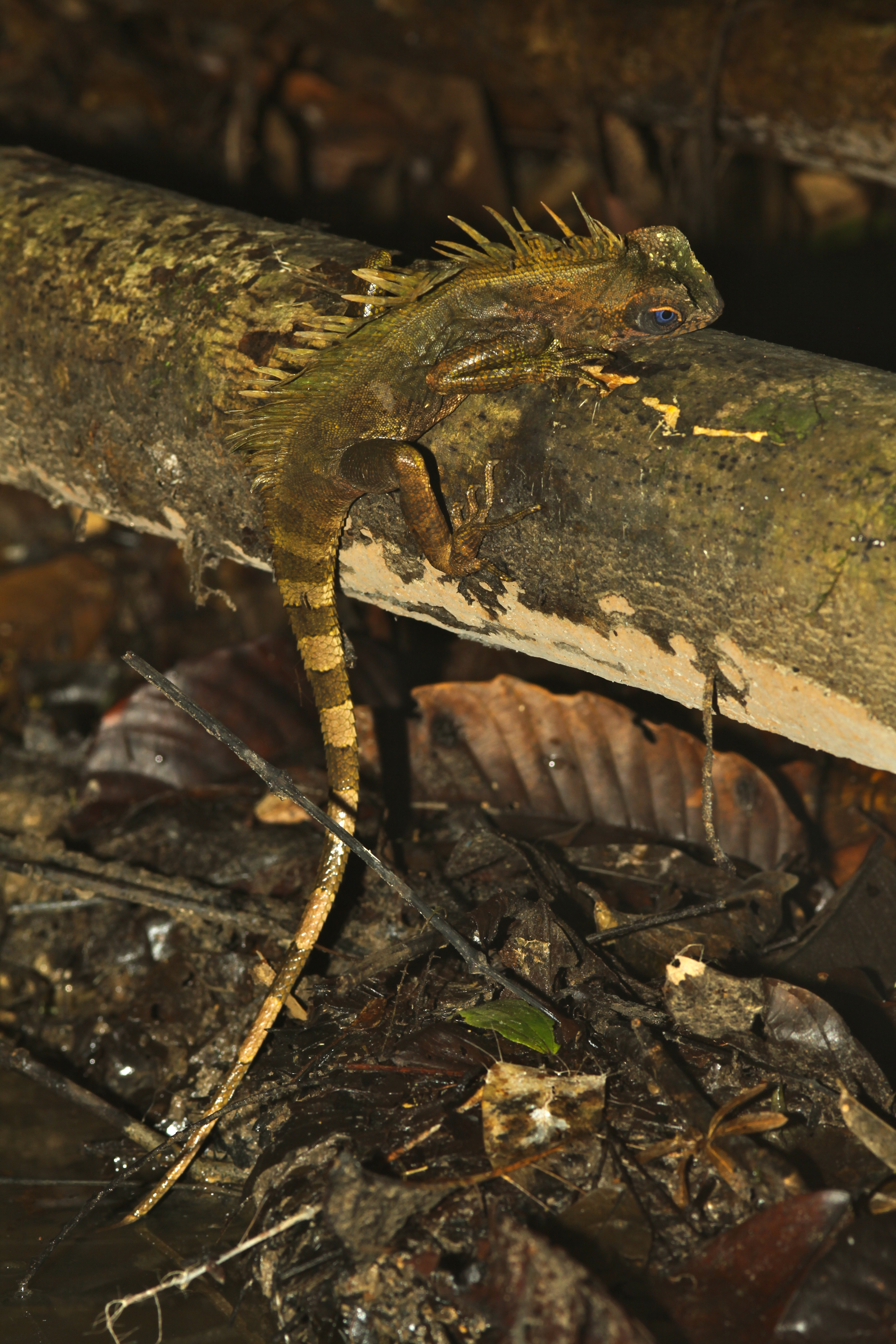
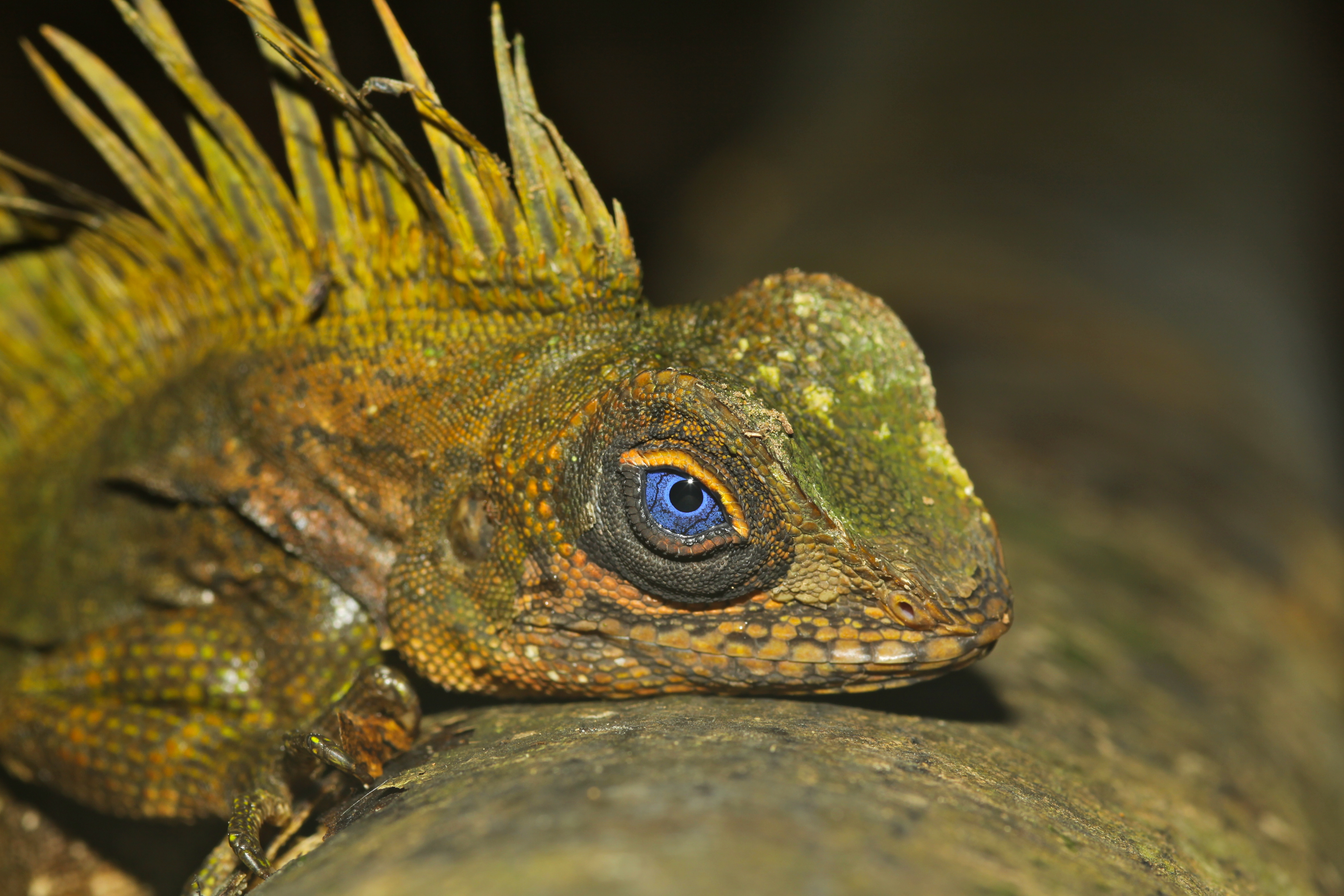
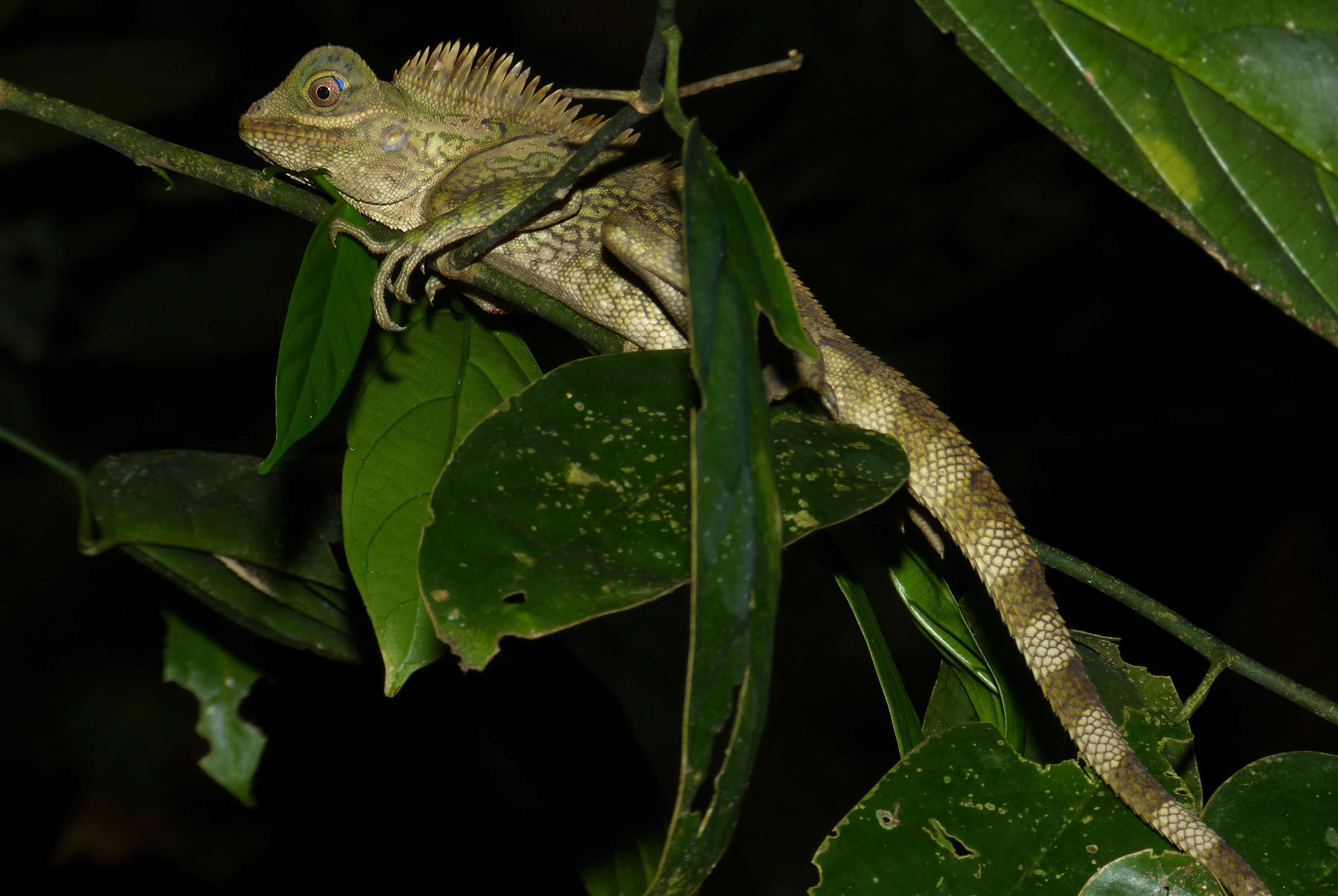
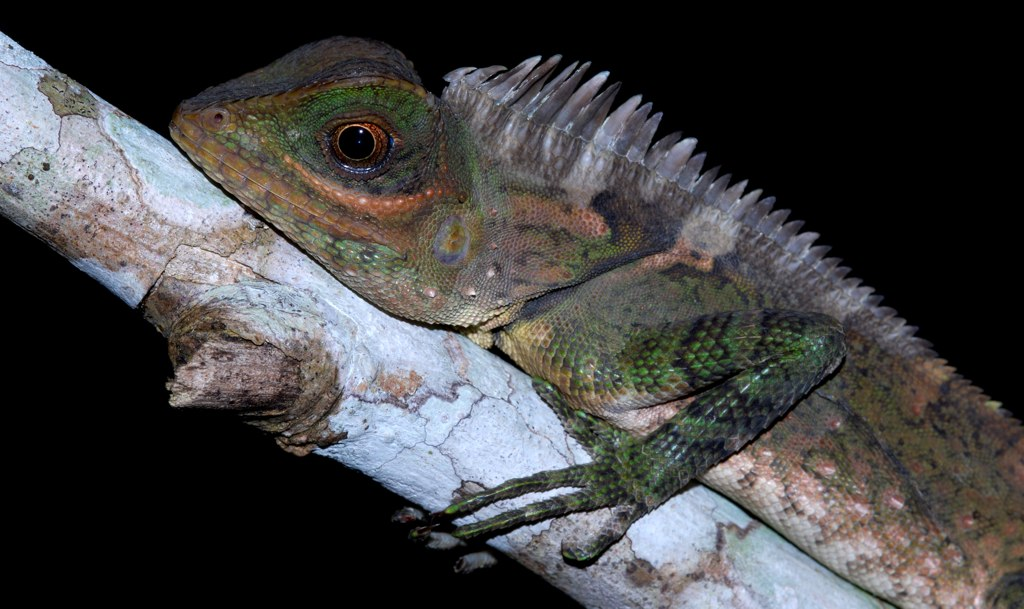

## Publication originale
- Günther, 1872 : On the reptiles and amphibians of Borneo. Proceedings of the Zoological Society of London, vol. 1872, p. 586-600 (texte intégral).